# Fremont (Michigan)
Fremont – miasto w Stanach Zjednoczonych, w stanie Michigan, w hrabstwie Newaygo.